# Cabirops marsupialis
Cabirops marsupialis är en kräftdjursart som först beskrevs av Caroli 1953.  Cabirops marsupialis ingår i släktet Cabirops och familjen Cabiropidae.
Artens utbredningsområde är havet utanför Italien. Inga underarter finns listade i Catalogue of Life.